# Стефанович, Николай Владимирович
Николай Владимирович Стефанович (1912 — 1979) — советский поэт; всю жизнь перерабатывал свои стихи, публикуемые в связи с этим в нескольких вариациях.

## Биография
Родился в семье служащего Владимира Митрофановича Стефановича (ум. 1916) и учительницы Ольги Петровны (ум. 1947), также в семье были три дочери. После окончания школы учился на Высших литературных курсах в Москве, до их закрытия успел окончить 3 курса. Поступил в Щукинское театральное училище, после окончания которого в течение восьми лет работал в Вахтанговском театре.
По сведениям из ряда публикаций, в середине 1930-х и начале 1940-х написал доносы (или следственные показания) на нескольких, впоследствии из-за этого репрессированных людей, в частности Даниила Андреева, Н. Д. Ануфриеву, А. А. Борина, Д. Д. Жуковского. Выступил в качестве свидетеля на суде в апреле 1937 г.
Вскоре после начала войны в 1941 году на театр, в котором как раз дежурил Н. В. Стефанович, попала авиабомба — был тяжело контужен и стал на всю жизнь инвалидом, получив 1-ю группу инвалидности. В том же году он вместе с театром уехал в эвакуацию в Пермь.
После возвращения в Москву, некоторое время продолжал работать в театре, затем жил на инвалидную пенсию. Поступил в секцию переводчиков при Госиздате, где профессионально занимался переводами, многие из которых публиковались на страницах журнала «Иностранная литература». Переводил стихи Тагора, Верлена, Исаакяна, Врхлицкого и других.
Свои стихи печатал редко: в пермской газете «Звезда» в военное время и в двух выпусках «Дня поэзии» в 1970-е годы. Оригинальное творчество при жизни почти не было опубликовано. В 1981 году в альманахе «Поэзия» опубликована небольшая подборка стихов Стефановича, вступительное слово написал Давид Самойлов. Во времена Перестройки, были публикации в журналах «Новый мир», «Москва» и др.
Похоронен на Ваганьковском кладбище.

## Публикации
- Стефанович Н. В. Стихотворения и поэмы. — М.: Летний сад, 2012. — 456 с. ISBN 978-5-98856-154-5.[5]